# Ezgi Gör
Ezgi Gör (* 2003 in Istanbul) ist eine türkische Schauspielerin.

## Leben und Karriere
Ezgi Gör wurde im Jahr 2003 in Istanbul geboren. Ihr Debüt gab sie 2012 in dem Film El Yazısı. Von 2018 bis 2018 war sie in Gülperi zu sehen. Anschließend trat sie 2020 in der Fernsehserie Öğretmen auf.
Außerdem spielte sie 2021 in dem Film Der anatolische Leopard mit. Im selben Jahr bekam Gör in Bir Yeraltı Sitcom'u eine Hauptrolle. Zwischen 2022 und 2023 wurde sie für die Serie Sadece Arkadaşız gecastet. 2023 setzte sie ihre Karriere in Bir Derdim Var fort.

## Filmografie
Filme
- 2012: El Yazısı
- 2021: Der anatolische Leopard

Serien
- 2018–2019: Gülperi
- 2020: Öğretmen
- 2021: Bir Yeraltı Sitcom'u
- 2021–2022: Annemizi Saklarken
- 2022: Hayat Bugün
- 2022–2023: Sadece Arkadaşız
- 2023: Bir Derdim Var
- 2024–2025: Annem Ankara